# Lý Di Xương
Lý Di Xương (tiếng Trung: 李彝昌; bính âm: Lǐ Yíchāng, ?- 909/910) là một quân phiệt người Đảng Hạng của triều Hậu Lương thời Ngũ Đại Thập Quốc. Ông cai quản Định Nan quân từ năm 908 cho đến khi mất vào năm 909 hay 910, với chức vụ tiết độ sứ.
Các thư tịch cổ có mâu thuẫn về mối quan hệ của ông với người tiền nhiệm Lý Tư Gián. Cựu Ngũ Đại sử, Tân Ngũ Đại sử, và Tư trị thông giám đều chép rằng ông là con của Lý Tư Gián. Tuy nhiên, Tống sử lại chép rằng ông là cháu của Lý Tư Cung- đệ của Lý Tư Gián. Chu Vĩ Châu và Ngưu Đạt Sinh đều nhận định rằng trong Thác Bạt thị tại Hạ châu, chữ "di" thuộc bậc tôn của chữ "tư", do vậy Lý Di Xương thuộc hàng cháu của Lý Tư Gián.
Tháng 11 ÂL năm Mậu Thìn (908), Lý Tư Gián qua đời, Lý Di Xương xưng là lưu hậu vào ngày Giáp Tuất (6) cùng tháng (2 tháng 12). Sau đó, Hậu Lương Thái Tổ Chu Toàn Trung chính thức bổ nhiệm Lý Di Xương là tiết độ sứ.
Lý Di Xương cầm quyền không lâu, theo Tư trị thông giám, vào tháng 2 ÂL năm Nhâm Ngọ (910), Đô chỉ huy sứ Cao Tông Ích (高宗益) tiến hành binh biến và sát hại ông. Tướng lại của Định Nan sau đó cùng giết Cao Tông Ích và ủng hộ một người họ hàng của Lý Di Xương là Lý Nhân Phúc làm người cai trị mới của Định Nan. Lý Nhân Phúc sau đó được Hậu Lương Thái Tổ bổ nhiệm làm tiết độ sứ. (Theo Cựu Ngũ Đại sử và Tân Ngũ Đại sử, Lý Di Xương mất vào năm sau khi tựu nhiệm.)